# 網頁核心字型
網頁核心字型（英語：Web core fonts）是微軟在1996年所發起的一個計劃，定義了一套基礎字型集以供網頁顯示之用。雖然該計劃已於2002年終止，微軟官方網站已不再提供下載，但由於其軟體使用者授權合約（EULA）允許自由散佈該字型集，只要散佈者保持該字型集的原始形態，不做任何修改，並且不轉做商業用途（包含附贈形式），因此迄今仍然能在一些網站上下載得到。
在Microsoft Windows作業系統軟體中，這些字型為獨立的標準執行檔，然而他們都含有附帶CAB壓縮歸檔，因此可利用一些特定的軟體擷取出來，只要不更改原來的檔案，這些字型仍可應用於像Linux的系統上。在麥金塔電腦系統中，這些檔案放置在BinHex的Stuff-It檔案夾裡。
2005年4月11日，Ascender公司和微軟達成一個協議，允許Ascender公司發布微軟開發並提供的字型，如微軟核心字型、微軟網頁字型及其他多語言字型。在2007年10月，每一個標準字形（非斜體或粗體）以30美元販售，而一整套字型（標準、斜體、粗體、粗斜體）以110美元販售，只能提供給5個使用者使用。
2007年7月，蘋果公司宣布和微軟已重新簽訂字型的協議。

## 字型一覽

Andale Mono
Arial
Arial Black
Comic Sans MS
Courier New
Georgia
Impact
Times New Roman
Trebuchet MS
Verdana
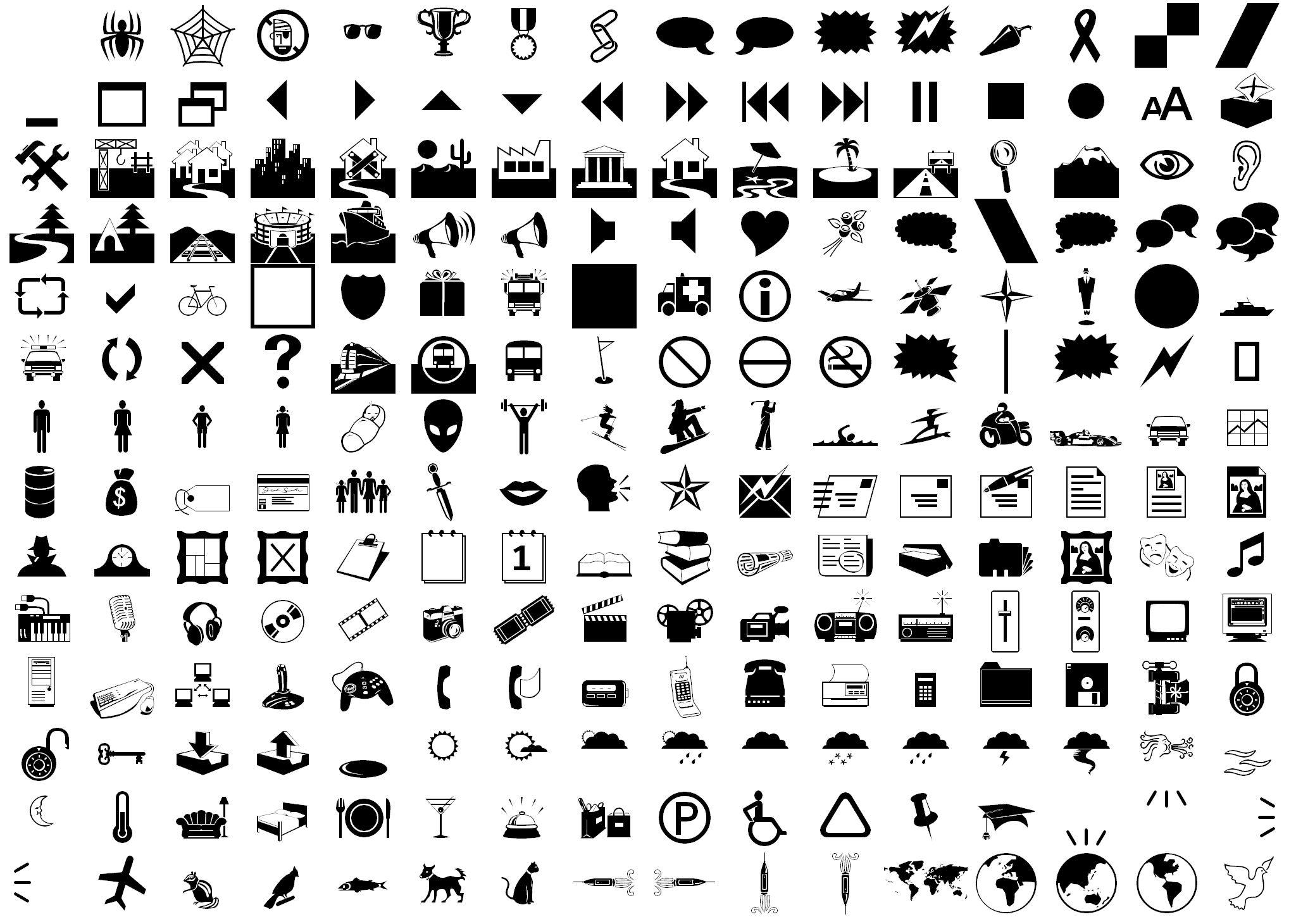
Webdings

## 後繼核心字型
在Windows Vista和Microsoft Office 2007中，微軟發布6種ClearType字型：Calibri、Cambria、Candara、Consolas、Constantia和Corbel。版本1的字型搭載在微軟免費的Office 2007 viewers和converters，而版本5.00跟著Windows Vista一起發布。

## 外部連結
- 網頁核心字型下載 （页面存档备份，存于）
- 前網頁核心字型計畫網頁
- 現今的網頁核心字型計畫網頁 （页面存档备份，存于）
- 提供給Mac和Windows系統的微軟TrueType核心字型 - 目前已不提供下載
- 提供給Linux系統的微軟TrueType核心字型 （页面存档备份，存于）
- Ascender公司關於微軟字型的公告 （页面存档备份，存于）
- ClearType字型集 （页面存档备份，存于）